# Durban (stacja kolejowa)
Durban (ang: Durban railway station) – główna stacja kolejowa w Durbanie, w prowincji KwaZulu-Natal, w Republice Południowej Afryki. Znajduje się między Umgeni Road i Masabalala Yengwa Avenue, tylko na północ od Central Business District. Jest to stacja końcowa pociągów Shosholoza Meyl z Johannesburga i Kapsztadu, i centrum sieci Metrorail kolei podmiejskich, które rozciągają się na KwaDukuza (Stanger) na północ, Kelso na południe, i Cato Ridge w głąb lądu.